# Frederic Mellinger

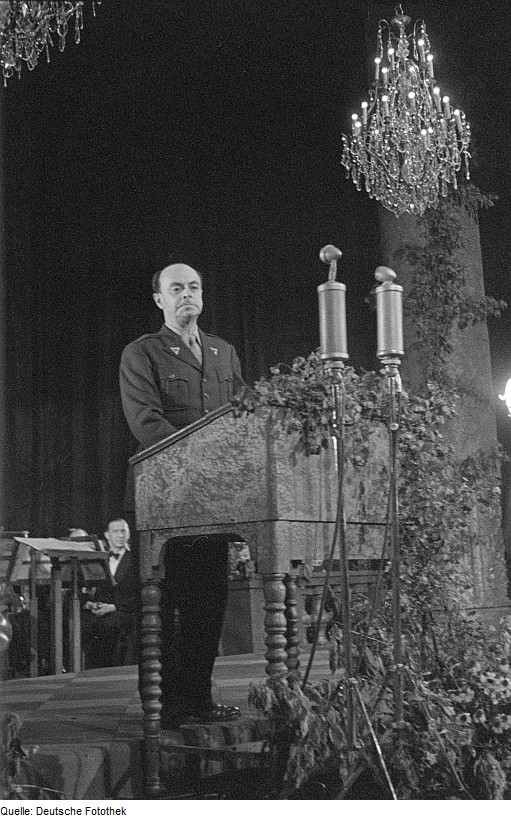
Frederic Mellinger 1946 in Berlin als Redner auf der Max-Reinhardt-Gedächtnisfeier im Deutschen Theater

Frederic Mellinger (* 15. November 1890 in Berlin; † 29. August 1970 in Bad Wiessee) war ein deutscher und amerikanischer Theaterregisseur und Theaterkritiker.

## Biografie
Mellinger war 1919 zusammen mit Karlheinz Martin Mitgründer des Berliner Theaters Tribüne, das zwischen 1919 und 2011 existierte. Die Tribüne war damals als linkes, politisch-expressionistisches Experimentiertheater gegründet worden. 1921 gründete er mit Eugen Felber auch die Münchener Schaubühne und arbeitete von 1927 bis 1933 als Assistent beim Propyläen Verlag in Berlin. Er schrieb Aufsätze wie Der Verführer und Gernegross. Nach dem Schreibverbot durch die Reichskulturkammer der Nazis emigrierte Mellinger 1933 zunächst nach London und 1936 in die USA nach Los Angeles und wurde amerikanischer Staatsbürger. Er schlug sich mit verschiedenen Arbeiten durch, so auch 1942 als Nachtportier in Arizona. In den USA spielte er kleine Rollen in mehreren Filmen und um 1950 auch in Deutschland. Er verdiente auch ein Wenig durch seine astrologische Lesungen. Um 1942 hatte er in New York Kontakte zum deutschen Okkultisten Karl Germer und seiner Sekte Ordo Templi Orientis (OTO) und er wurde 1947 in den Beirat des Ordens berufen und 1951 bei einem Aufenthalt in den USA zum Master of the Temple.
Er kehrte nach dem Zweiten Weltkrieg 1946 nach Deutschland als amerikanischer „supervising officer for theatres“ (Theateroffizier) für Bremen und Berlin zurück. Er war ein Förderer beim Wiederaufbau des Theaters in Bremen. 1948 inszenierte er in Bremen das Stück Unsere kleine Stadt von Thornton Wilder mit einer sehr sparsamen Bühnenausstattung, was von den Zuschauern reserviert aufgenommen wurde. Er schrieb das erfolglose Stück Satanische Symphonie und wurde vom Bremer Publikum dafür „ausgezischt“. Er ging 1949 nach Berlin, inszenierte auch dort im Renaissance-Theater Die kleine Stadt und erfolgreich das Stück Onkel Harry von Thomas Job. Er arbeitete in den 1950er Jahren an Theatern in Berlin, Bremen und im Ruhrgebiet und er schrieb zahlreiche Aufsätze für Zeitungen wie Theater der Zeit.